# Celama cristulalis
Celama cristulalis är en fjärilsart som beskrevs av Dup. 1832. Celama cristulalis ingår i släktet Celama och familjen trågspinnare. Inga underarter finns listade i Catalogue of Life.